# Alojzij Šuštar
Alojzij Šuštar, slovenski duhovnik, ljubljanski nadškof, ljubljanski metropolit, * 14. november 1920, Grmada nad Trebnjim, † 29. junij 2007, Ljubljana.

## Škofovsko geslo
Dei voluntatem facere   (Božjo voljo spolnjevati)

## Življenjepis
Ljudsko šolo je obiskoval v Trebnjem, po končanem petem razredu, pa so ga starši zaradi izredne nadarjenosti poslali v današnjo škofijsko klasično gimnazijo v Šentvidu, kjer je leta 1940 maturiral z odliko.
Po maturi je na Teološki fakulteti končal prvi letnik filozofskega študija. Jeseni leta 1941 ga je ljubljanski škof Gregorij Rožman poslal v Rim, kjer je na papeški univerzi Gregoriani pridobil licenciat iz filozofije in doktorat iz teologije. 27. oktobra 1946 so ga v Rimu posvetili v duhovnika.
Zaradi tuberkuloze je odšel na zdravljenje v Švico. Churski škof ga je nastavil za kaplana v kraju St. Moritz (1949–1951), nato pa je postal profesor filozofije in verouka na liceju Maria Hilf v Schwyzu (1951–1963). Nastopil je še v več služb in predaval na različnih tečajih po Švici, Nemčiji, Avstriji, Italiji in Franciji. Od 1971 do 1976 je bil stalni tajnik Sveta evropskih škofovskih konferenc (CCEE) s sedežem v  St. Gallnu.
Leta 1977 se je vrnil domov. Dne 23. februarja 1980 ga je papež Janez Pavel II. imenoval za ljubljanskega nadškofa in metropolita. Škofovsko posvečenje je prejel 13. aprila 1980 v ljubljanski stolnici sv. Nikolaja. Leta 1983 je postal predsednik po njegovih prizedavanjih ustanovljene Slovenske (tedaj uradno imenovane še pokrajinske) škofovske konference, ki se je pod njegovim vodstvom uradno osamosvojila leta 1992 in ji predsedoval do upokojitve z nadškofovske in metropolitske funkcije leta 1997. Obenem je bil podpredsednik Sveta evropskih škofovskih konferenc. Šuštar se je aktivno udeležil prizadevanj za osamosvojitev Slovenije; tako je preko znancev in škofov v tujini pozval k priznanju Slovenije kot tudi preko Slovenske škofovske konference 25. junija 1991 poslal posebno pismo:
Slovenska škofovska konferenca pozdravlja razglasitev Republike Slovenije za samostojno, neodvisno in suvereno državo. S tem so izpolnjena tisočletna pričakovanja slovenskega naroda. Katoliška cerkev v Sloveniji se pridružuje splošnemu veselju. Z nami ga delijo tudi Slovenci po svetu. Veselje Cerkve je še toliko večje, ker je s svojim verskim in moralnim, prosvetnim in kulturnim delovanjem podpirala ta prizadevanja slovenskega naroda.
Voljo po življenju v svobodi in dostojanstvu so državljani Republike Slovenije prepričljivo izrazili na plebiscitu decembra 1990. S tem so uresničili pravico do samoodločbe, ki jo narodom priznavajo božje in človeške postave. Zato je razglasitev samostojnosti Republike Slovenije tudi moralno upravičena.
Dejanje osamosvojitve pa ni uperjeno proti nikomur in naj tudi ne bo. Naš narod se ne osamosvaja zato, da bi prekinil sožitje in sodelovanje z drugimi narodi, temveč zato, da bi bilo to sožitje enakopravno in pravično, s tem pa tudi trajno. Z drugimi narodi, predvsem pa s tistimi, s katerimi nas vežejo tesnejše zgodovinske vezi, želimo živeti in sodelovati v miru, medsebojnem razumevanju in spoštovanju.
Ko naš narod stopa na samostojno pot, ostaja Katoliška cerkev na Slovenskem z njim povezana in solidarna. Tudi v prihodnje želi v svobodi izvrševati svojo versko in moralno poslanstvo ter s tem prispevati k moralnemu in duhovnemu življenju državljanov Republike Slovenije. Moralna trdnost in duhovnost sta nepogrešljivo jamstvo za trajno, uspešno, srečno in blagoslovljeno prihodnost.

Vodstvo Katoliške cerkve na Slovenskem vabi vse verujoče, naj v teh slovesnih trenutkih svojemu veselju pridružijo tudi goreče molitve za domovino v veri in zaupanju, da je Bog z nami na naši poti. Pred nami so leta odgovornega in požrtvovalnega dela. Slovenski škofje pozivamo vse vernike in vse ljudi dobre volje, da se med seboj spoštujemo in delamo za skupni blagor.
Ob 10. obletnici osamosvojitve je Šuštar prejel najvišje državno odlikovanje za pomembno vlogo pri osamosvajanju Slovenije. V utemeljitvi podelitve Zlatega častnega znaka svobode RS je zapisano, da je kot ljubljanski nadškof in slovenski metropolit s svojim osebnim prizadevanjem, pogumno držo in jasnim predstavljanjem resnice o slovenski stvari v svetu nenadomestljivo prispeval k uresničitvi plebiscitne odločitve in k mednarodnemu priznanju naše države. Leta 1998 je postal tudi častni meščan Ljubljane.
Leta 1997 je nadškofa Šuštarja nasledil Franc Rode. Umrl je 29. junija 2007 v Zavodu svetega Stanislava v Šentvidu, kjer je živel in deloval od upokojitve.